# 京田辺市
京田辺市（きょうたなべし）は、京都府南部に位置する市。大阪府・奈良県との府県境近くにある。

## 概要

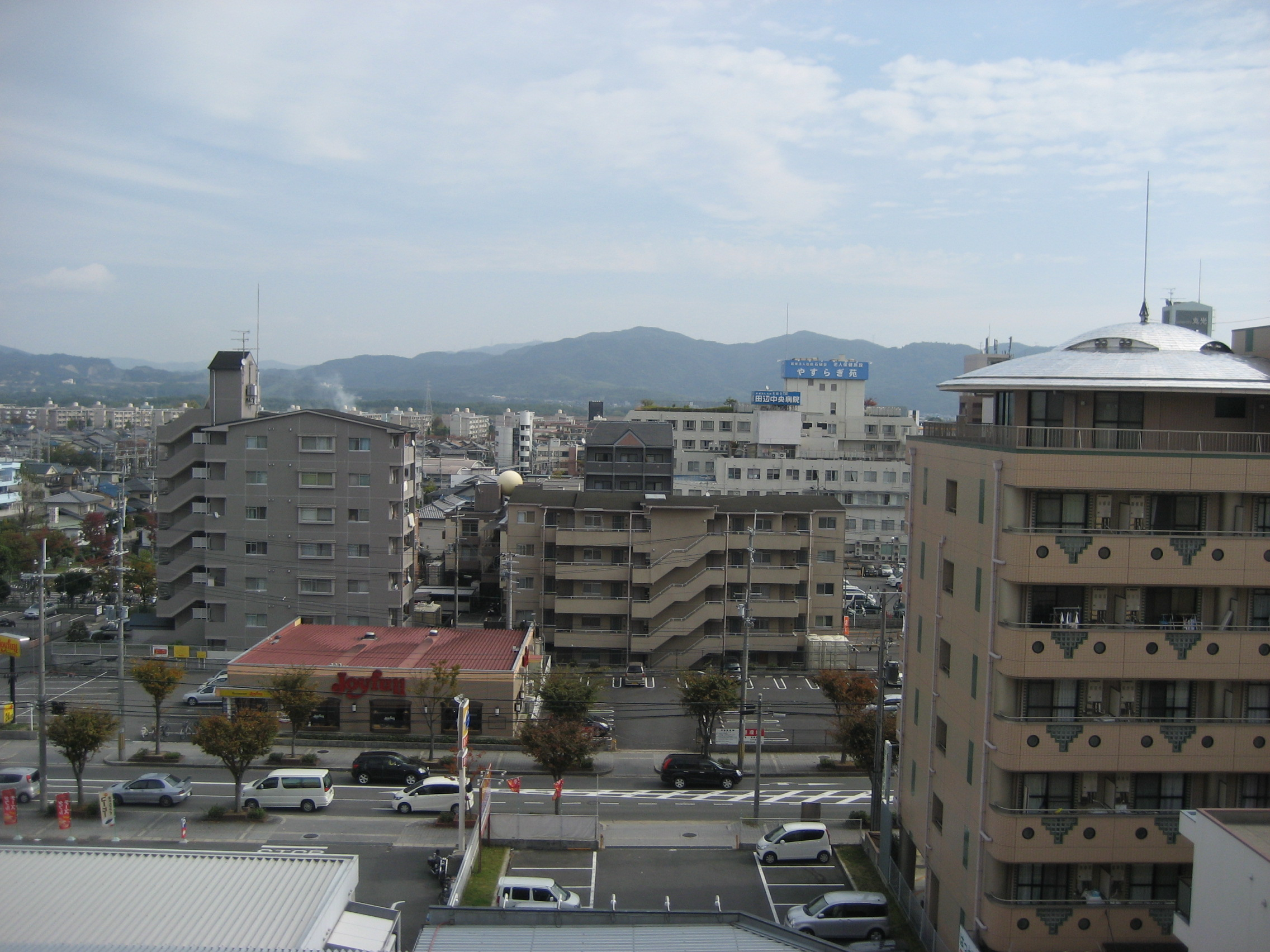
京田辺のスカイライン

京田辺市は京都府の南部、八幡市・城陽市・綴喜郡井手町・相楽郡精華町・大阪府の枚方市・奈良県の生駒市と接し三府県の三角地帯の中央部に位置、南山城地域の行政・経済・文化の中心部として発展した。元々は京田辺市、木津町、精華町の関西文化学術研究都市3市町の合併で10万人の新市になるよう住民投票する予定で京田辺市長も賛成だったが、木津町、精華町の両町長の反対で合併ができなかった。
京田辺市の東側を南北に沿って流れる木津川と西側の生駒山系に挟まれており、中心部をJR西日本片町線（学研都市線）・近畿日本鉄道京都線が通り、京都市・大阪市のベッドタウンとしての性格が強い。松井山手駅には、北陸新幹線新駅の設置が検討されている。

## 地理

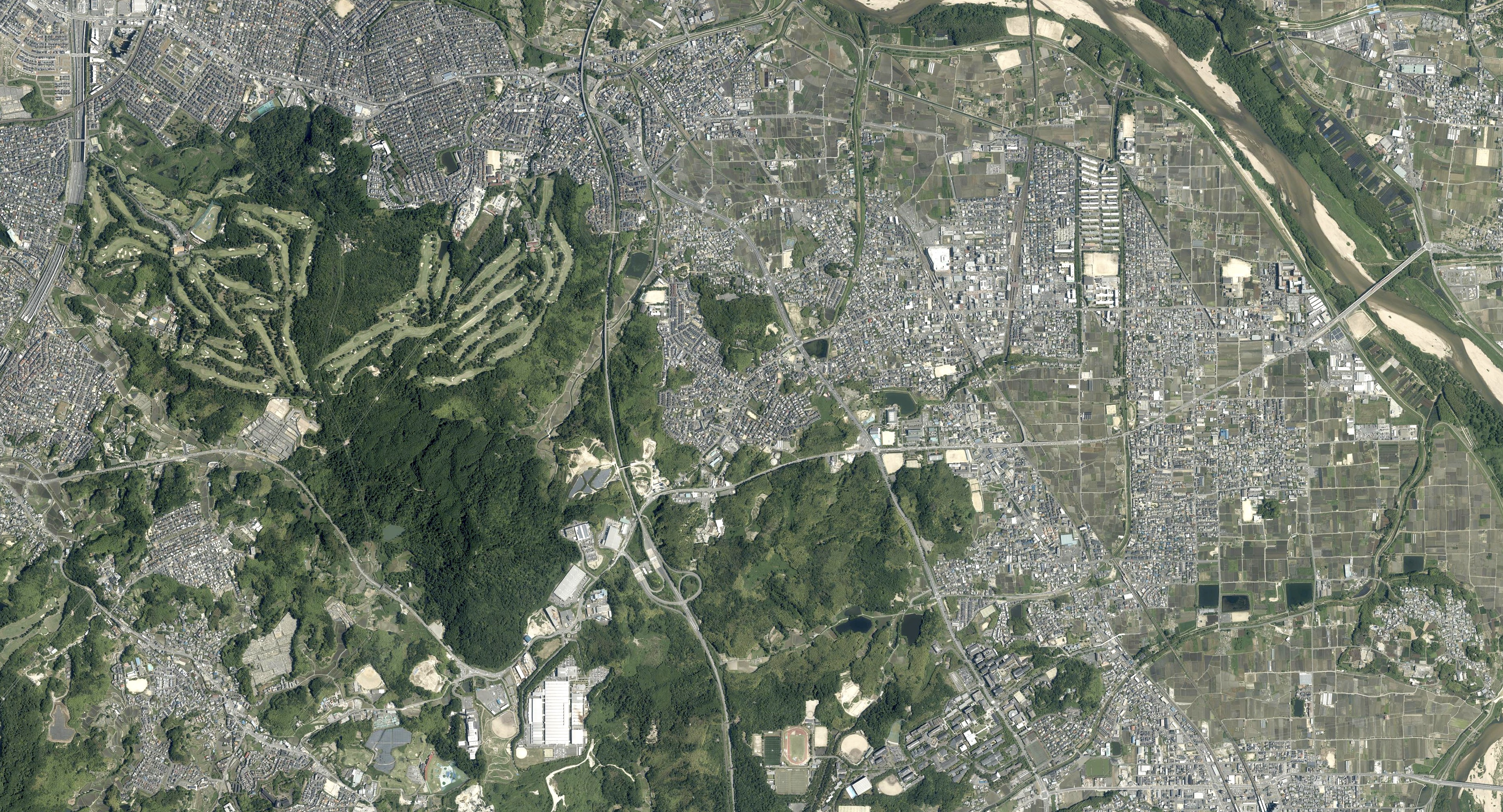
航空写真（2021年）

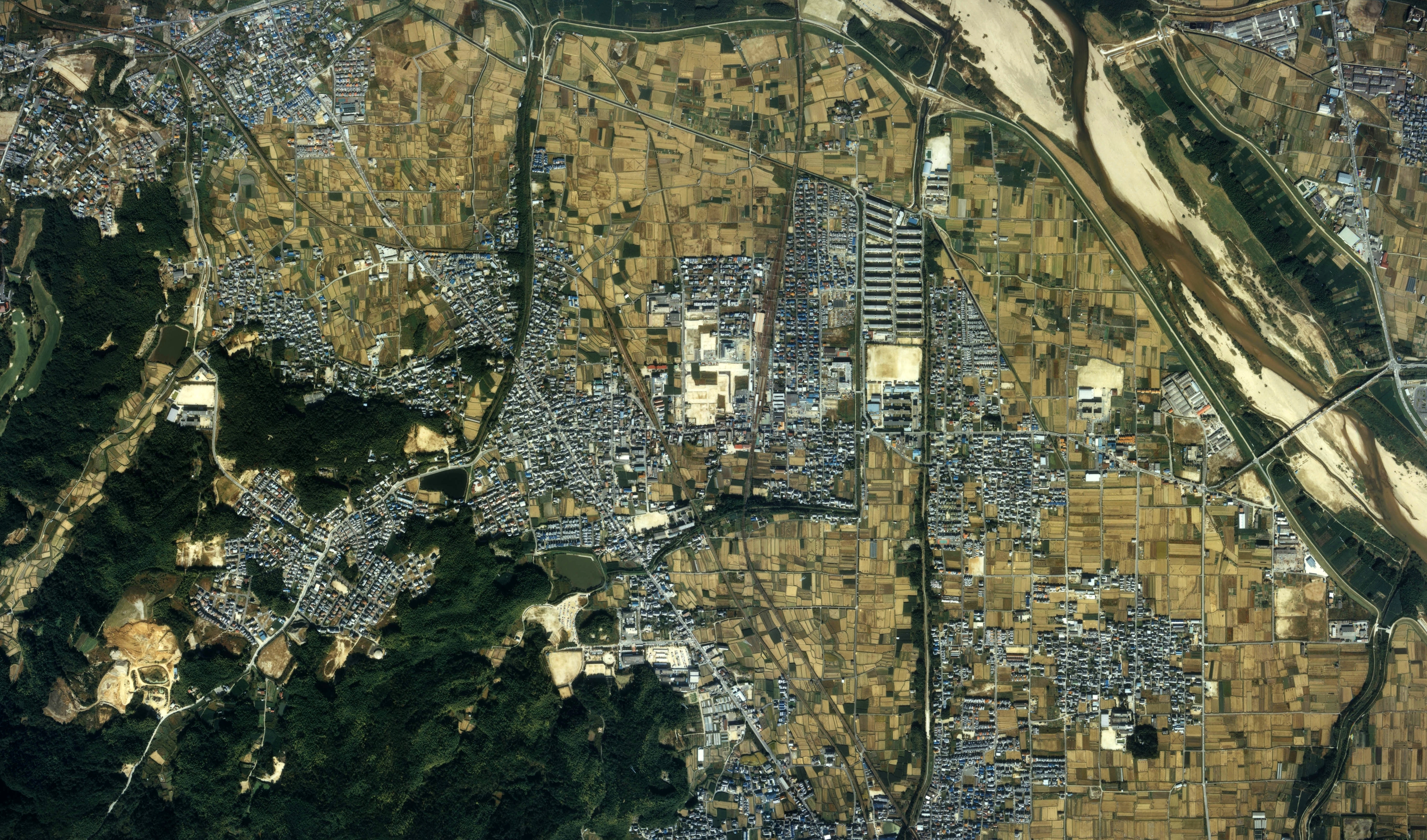
京田辺市中心部周辺の空中写真。1985年撮影の3枚を合成作成。。

### 広袤
国土地理院地理情報 によると京田辺市の東西南北それぞれの端は以下の位置で、東西の長さは5.5 km、南北の長さは10.9kmである。

### 地形
西側は生駒山地から連なる丘陵地帯であり、東側は木津川に沿う平野である。

#### 山岳
主な山地
- 生駒山地

主な山
- 甘南備山[2]

#### 河川

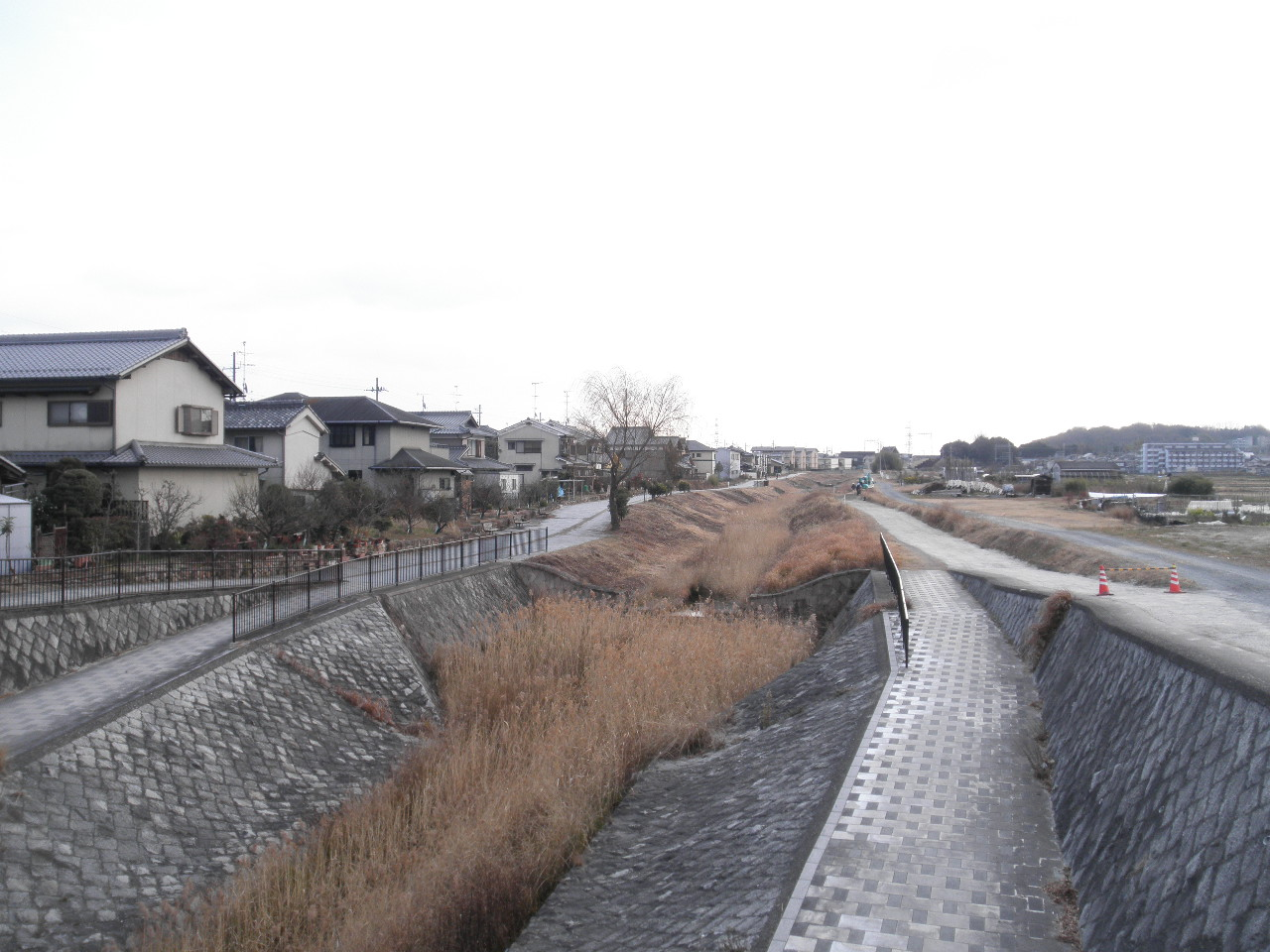
防賀川 草内字大切で撮影

主な川
- 木津川
- 防賀川

- 防賀川
草内字大切で撮影

### 地域

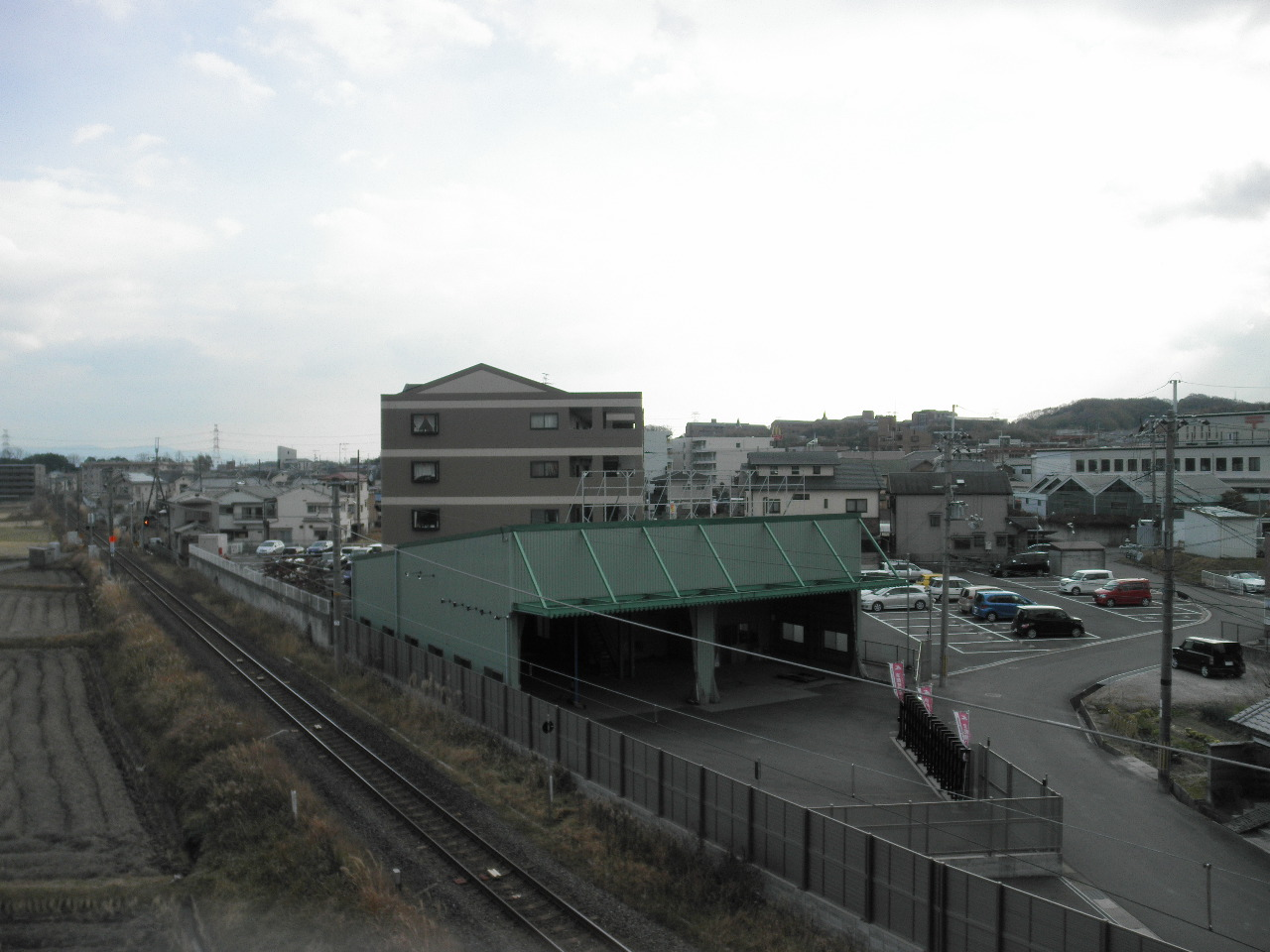
田辺地区の街並み
興戸犬伏で撮影

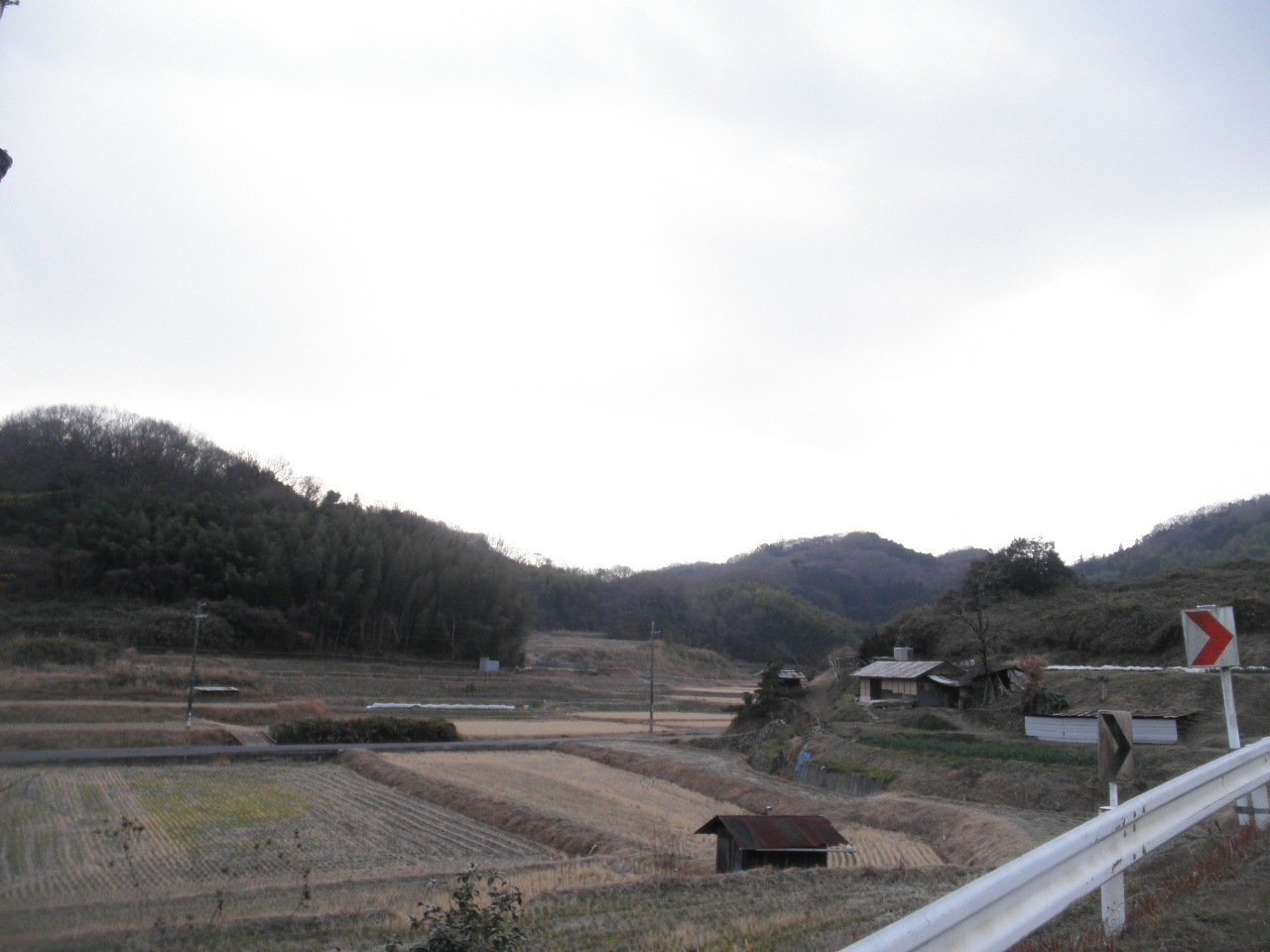
普賢寺地区の街並み
打田下羽川で撮影

1951年4月の5町村合併前の旧町村域により、大住地区・田辺地区・草内地区・三山木地区・普賢寺地区の5地区に分けられている。また、大住地区を北部地域、田辺地区と草内地区を合わせて中部地域、三山木地区と普賢寺地区を合わせて南部地域と、3地域に分けることもある。
- 5地区と町名との対応は下表の通り。なお、下表中太字は旧大字名である。1997年4月の市制施行と同時に「大字」、「字」、「小字」の表記が廃止され、「大字○○（小）字△△」は「○○△△」の町名に変更された。ただし、「大字田辺小字田辺」は「田辺」となった[4]。

| 地域名   | 地区名     | 町名・旧大字名 | 郵便番号 | 備考                     |
| -------- | ---------- | -------------- | -------- | ------------------------ |
| 北部地域 | 大住地区   | 大住           | 610-0343 |                          |
| 北部地域 | 大住地区   | 大住ヶ丘       | 610-0351 |                          |
| 北部地域 | 大住地区   | 花住坂         | 610-0352 |                          |
| 北部地域 | 大住地区   | 松井           | 610-0342 |                          |
| 北部地域 | 大住地区   | 松井ヶ丘       | 610-0353 |                          |
| 北部地域 | 大住地区   | 山手中央       | 610-0356 | 京阪東ローズタウンの区域 |
| 北部地域 | 大住地区   | 山手東         | 610-0357 | 京阪東ローズタウンの区域 |
| 北部地域 | 大住地区   | 山手西         | 610-0355 | 京阪東ローズタウンの区域 |
| 北部地域 | 大住地区   | 山手南         | 610-0354 | 京阪東ローズタウンの区域 |
| 中部地域 | 田辺地区   | 甘南備台       | 610-0333 |                          |
| 中部地域 | 田辺地区   | 河原           | 610-0361 |                          |
| 中部地域 | 田辺地区   | 興戸           | 610-0332 |                          |
| 中部地域 | 田辺地区   | 薪             | 610-0341 |                          |
| 中部地域 | 田辺地区   | 田辺           | 610-0331 |                          |
| 中部地域 | 田辺地区   | 田辺中央       | 610-0334 |                          |
| 中部地域 | 草内地区   | 飯岡           | 610-0312 |                          |
| 中部地域 | 草内地区   | 草内           | 610-0311 |                          |
| 中部地域 | 草内地区   | 東             | 610-0362 |                          |
| 南部地域 | 三山木地区 | 同志社山手     | 610-0315 |                          |
| 南部地域 | 三山木地区 | 宮津           | 610-0314 |                          |
| 南部地域 | 三山木地区 | 三山木         | 610-0313 |                          |
| 南部地域 | 普賢寺地区 | 多々羅         | 610-0321 |                          |
| 南部地域 | 普賢寺地区 | 打田           | 610-0324 |                          |
| 南部地域 | 普賢寺地区 | 高船           | 610-0325 |                          |
| 南部地域 | 普賢寺地区 | 天王           | 610-0326 |                          |
| 南部地域 | 普賢寺地区 | 普賢寺         | 610-0322 |                          |
| 南部地域 | 普賢寺地区 | 水取           | 610-0323 |                          |

### 気候
- 気温 - 最高39.0℃（2024年（令和6年）8月6日、2007年（平成19年）8月16日）、最低-6.8℃（1981年（昭和56年）2月27日）
- 最大日降水量 - 200ミリ（1986年（昭和61年）7月21日）
- 最大瞬間風速 - 34.4メートル（2018年（平成30年）9月4日）
- 夏日最多日数 - 166日（2024年（令和6年））
- 真夏日最多日数 - 100日（2024年（令和6年））
- 猛暑日最多日数 - 53日（2024年（令和6年））
- 熱帯夜最多日数 - 33日（2024年（令和6年））
- 冬日最多日数 - 84日（1986年（昭和61年））

| 京田辺の気候             | 京田辺の気候 | 京田辺の気候 | 京田辺の気候  | 京田辺の気候  | 京田辺の気候  | 京田辺の気候  | 京田辺の気候  | 京田辺の気候  | 京田辺の気候  | 京田辺の気候  | 京田辺の気候 | 京田辺の気候 | 京田辺の気候     |
| 月                       | 1月          | 2月          | 3月           | 4月           | 5月           | 6月           | 7月           | 8月           | 9月           | 10月          | 11月         | 12月         | 年               |
| ------------------------ | ------------ | ------------ | ------------- | ------------- | ------------- | ------------- | ------------- | ------------- | ------------- | ------------- | ------------ | ------------ | ---------------- |
| 最高気温記録 °C （°F）   | 17.6 (63.7)  | 22.4 (72.3)  | 25.9 (78.6)   | 30.6 (87.1)   | 33.5 (92.3)   | 37.5 (99.5)   | 38.5 (101.3)  | 39.0 (102.2)  | 37.1 (98.8)   | 32.7 (90.9)   | 27.2 (81)    | 23.3 (73.9)  | 39.0 (102.2)     |
| 平均最高気温 °C （°F）   | 9.1 (48.4)   | 10.0 (50)    | 13.9 (57)     | 19.9 (67.8)   | 24.9 (76.8)   | 28.0 (82.4)   | 31.8 (89.2)   | 33.4 (92.1)   | 29.0 (84.2)   | 23.2 (73.8)   | 17.2 (63)    | 11.6 (52.9)  | 21.0 (69.8)      |
| 日平均気温 °C （°F）     | 4.1 (39.4)   | 4.6 (40.3)   | 8.0 (46.4)    | 13.5 (56.3)   | 18.6 (65.5)   | 22.6 (72.7)   | 26.5 (79.7)   | 27.5 (81.5)   | 23.4 (74.1)   | 17.4 (63.3)   | 11.3 (52.3)  | 6.2 (43.2)   | 15.3 (59.5)      |
| 平均最低気温 °C （°F）   | −0.6 (30.9)  | −0.4 (31.3)  | 2.3 (36.1)    | 7.2 (45)      | 12.6 (54.7)   | 18.0 (64.4)   | 22.4 (72.3)   | 23.0 (73.4)   | 18.9 (66)     | 12.4 (54.3)   | 6.2 (43.2)   | 1.4 (34.5)   | 10.3 (50.5)      |
| 最低気温記録 °C （°F）   | −6.6 (20.1)  | −6.8 (19.8)  | −4.1 (24.6)   | −2.1 (28.2)   | 2.9 (37.2)    | 6.7 (44.1)    | 13.8 (56.8)   | 14.5 (58.1)   | 9.1 (48.4)    | 2.6 (36.7)    | −1.8 (28.8)  | −5.1 (22.8)  | −6.8 (19.8)      |
| 降水量 mm （inch）       | 51.0 (2.008) | 63.4 (2.496) | 108.0 (4.252) | 106.8 (4.205) | 141.0 (5.551) | 204.2 (8.039) | 181.5 (7.146) | 152.3 (5.996) | 156.9 (6.177) | 140.0 (5.512) | 74.0 (2.913) | 56.9 (2.24)  | 1,429.8 (56.291) |
| 平均降水日数 （≥1.0 mm） | 6.0          | 6.6          | 10.0          | 10.0          | 9.9           | 12.0          | 11.4          | 8.7           | 10.7          | 9.4           | 6.7          | 6.5          | 108.2            |
| 平均月間日照時間         | 130.5        | 127.8        | 167.2         | 186.3         | 201.9         | 155.0         | 170.9         | 216.7         | 163.3         | 162.8         | 141.4        | 138.0        | 1,961.8          |
| 出典：気象庁             |              |              |               |               |               |               |               |               |               |               |              |              |                  |

### 人口
| |                                          |  |
| 京田辺市と全国の年齢別人口分布（2005年） | 京田辺市の年齢・男女別人口分布（2005年） |  |
| ■紫色 ― 京田辺市 ■緑色 ― 日本全国 | ■青色 ― 男性 ■赤色 ― 女性                |  |
| 京田辺市（に相当する地域）の人口の推移 \| 1970年（昭和45年） \| 21,507人 \| \| \| 1975年（昭和50年） \| 30,022人 \| \| \| 1980年（昭和55年） \| 39,198人 \| \| \| 1985年（昭和60年） \| 44,465人 \| \| \| 1990年（平成2年） \| 48,899人 \| \| \| 1995年（平成7年） \| 53,040人 \| \| \| 2000年（平成12年） \| 59,577人 \| \| \| 2005年（平成17年） \| 64,008人 \| \| \| 2010年（平成22年） \| 67,910人 \| \| \| 2015年（平成27年） \| 70,835人 \| \| \| 2020年（令和2年） \| 73,753人 \| \| |                                          |  |
| 総務省統計局 国勢調査より |                                          |  |
| 1970年（昭和45年） | 21,507人                                 |  |
| 1975年（昭和50年） | 30,022人                                 |  |
| 1980年（昭和55年） | 39,198人                                 |  |
| 1985年（昭和60年） | 44,465人                                 |  |
| 1990年（平成2年） | 48,899人                                 |  |
| 1995年（平成7年） | 53,040人                                 |  |
| 2000年（平成12年） | 59,577人                                 |  |
| 2005年（平成17年） | 64,008人                                 |  |
| 2010年（平成22年） | 67,910人                                 |  |
| 2015年（平成27年） | 70,835人                                 |  |
| 2020年（令和2年） | 73,753人                                 |  |

- 平成22年国勢調査より前回調査からの人口増減をみると、6.09％増の67,904人であり、増減率は府下26市町村、36行政区域中ともに2位。
- 同志社大学、同志社女子大学のキャンパスがあるため20代前後の人口が多い[2]。

### 隣接自治体
京都府
- 八幡市
- 城陽市
- 木津川市
- 綴喜郡：井手町
- 相楽郡：精華町

大阪府
- 枚方市

奈良県
- 生駒市

## 歴史

### 近代
田辺村時代
- 1889年（明治22年）4月1日 - 市制町村制の施行により、本市の区域に旧来からあった17の村が再編成されて綴喜郡田辺村、大住村、草内村、三山木村、普賢寺村が置かれた[1][2]。

### 近現代
田辺町時代
- 1906年（明治39年）10月12日 - 田辺村が町制を施行し田辺町となる[1][2]。
- 1951年（昭和26年）4月1日 - 大住村、草内村、三山木村、普賢寺村の4村が田辺町に編入合併された。人口は15391人[1][2][6]。
- 1962年（昭和37年）6月28日 - 現在の市章となる「田」の文字を図案化した町章が制定される[1][7][8]。
- 1966年（昭和41年）10月1日 - 町民憲章（現:市民憲章）を制定する[1][9]。
- 1967年（昭和42年）11月1日 - 町の木（現:市の木）を制定する[1][10]。
- 1969年（昭和44年）4月16日 - 町の花（現:市の花）を制定する[1][11]
- 1970年（昭和45年）12月1日 - 田辺町消防本部（現:京田辺市消防本部）が発足する[12]。
- 1987年（昭和62年）7月25日 - 町歌（現:市歌）を制定する[1][13]。

### 現代
京田辺市時代
- 1997年（平成9年）4月1日 - 綴喜郡田辺町より市制施行。京都府で八幡市以来20年振り12番目、全国で669番目の市として誕生した。その際和歌山県田辺市との重複を避けるため、京都府の「京」を冠して『京田辺市』となった[1][14]。同様のケースとして、東京都の｢東」を冠した東京都東大和市がある[15]。
市名決定までの経緯
新市名は公募で全国から3,704件（606種）の応募があり、上位10案は「山城田辺市」（496件）、「新田辺市」（408件）、「一休市[注釈 1]」（189件）、「京田辺市」（173件）、「南京都市」（165件）、「一休田辺市」（154件）、「学研田辺市」（107件）、「甘南備市」（94件）、「京都田辺市」（90件）、「筒城市」（90件）だった。他に「たなべ市」「北田辺市」「京南市」「洛南市」「京阪奈市」「学研都市」「茶所市」「玉露田辺市」「とんち市」などの応募もあった。市制審議委員会で協議の結果、住民が慣れ親しんだ「田辺」を残し、「京都の田辺」を表現した『京田辺市』が選ばれ、町議会の議決を経て正式に決定した[16][17]。
- 1997年（平成9年）8月1日 - 同年8月20日まで平成9年度全国高等学校総合体育大会が開催され、その内ハンドボール競技が当市で開催される。
- 2000年（平成12年）4月1日 - 極楽寺の「木造阿弥陀如来坐像」、大徳寺の「木造大日如来坐像」の2つの像を市の文化財に指定する[2]。
- 2002年（平成14年）3月16日 - JR片町線JR三山木駅が高架化になる。
- 2009年（平成21年）4月 - 山城地域活動支援センターが開所する。

## 政治

### 行政

#### 市長
- 市長：上村崇（2019年4月30日就任、1期目）

歴代首長
特記なき場合「歴代首長」による。
旧田辺町長
| 代 | 氏名     | 就任               | 退任                      | 備考 |
| -- | -------- | ------------------ | ------------------------- | ---- |
|    | 市川忠二 | 1947年（昭和22年） | 1951年（昭和26年）3月31日 |      |

田辺町長
| 代 | 氏名       | 就任                      | 退任                      | 備考               |
| -- | ---------- | ------------------------- | ------------------------- | ------------------ |
| 1  | 市川忠二   | 1951年（昭和26年）4月1日  | 1951年（昭和26年）4月4日  |                    |
| 2  | 北川楢太郎 | 1951年（昭和26年）4月23日 | 1959年（昭和34年）4月29日 |                    |
| 3  | 伊東義純   | 1959年（昭和34年）4月30日 | 1963年（昭和38年）4月29日 |                    |
| 4  | 北尾敬治   | 1963年（昭和38年）4月30日 | 1967年（昭和42年）4月29日 |                    |
| 5  | 原田喜代次 | 1967年（昭和42年）4月30日 | 1995年（平成7年）4月29日  |                    |
| 6  | 久村哲     | 1995年（平成7年）4月30日  | 1997年（平成9年）3月31日  | 任期途中で市制施行 |

京田辺市長
| 代 | 氏名     | 就任                      | 退任                      | 備考 |
| -- | -------- | ------------------------- | ------------------------- | ---- |
| 1  | 久村哲   | 1997年（平成9年）4月1日   | 2007年（平成19年）4月29日 |      |
| 2  | 石井明三 | 2007年（平成19年）4月30日 | 2019年（平成31年）4月29日 |      |
| 3  | 上村崇   | 2019年（平成31年）4月30日 | 現職                      |      |

#### 役所
| 施設名       | 画像 | 備考           |
| ------------ | ---- | -------------- |
| 京田辺市役所 |      | 旧・田辺町役場 |

### 議会

#### 市議会
京田辺市議会
- 議会：定数20[20]

#### 国会
衆議院
- 選挙区：京都6区（宇治市、城陽市、八幡市、京田辺市、木津川市、久世郡、綴喜郡、相楽郡）
- 任期：2021年10月31日 - 2025年10月30日
- 投票日：2021年10月31日
- 当日有権者数：460,284人
- 投票率：56.81％

| 当落 | 候補者名   | 年齢 | 所属党派     | 新旧別 | 得票数    | 重複 |
| ---- | ---------- | ---- | ------------ | ------ | --------- | ---- |
| 当   | 山井和則   | 59   | 立憲民主党   | 前     | 116,111票 | ○    |
|      | 清水鴻一郎 | 75   | 自由民主党   | 元     | 82,004票  |      |
|      | 中嶋秀樹   | 50   | 日本維新の会 | 新     | 58,487票  | ○    |

## 出先機関・施設

### 国家機関

#### 厚生労働省
- 京都労働局 京都田辺公共職業安定所（ハローワーク）

### 施設

#### 警察
本部
- 京都府警察

| 本部       | 交番 | 備考 |
| ---------- | --- | ---- |
| 田辺警察署 | 田辺駅前交番（京田辺市田辺中央一丁目） 三山木交番（京田辺市三山木田中） 松井山手交番（京田辺市山手東一丁目） |      |

#### 消防
| 本部             | 分署                           | 備考               |
| ---------------- | ------------------------------ | ------------------ |
| 京田辺市消防本部 | 北部分署（京田辺市花住坂2-20） | 旧・田辺町消防本部 |

#### 医療・福祉
主な病院
| 施設名           | 備考                                     |
| ---------------- | ---------------------------------------- |
| 京都田辺中央病院 | 石鎚会系。京田辺市唯一の総合病院。       |
| 田辺記念病院     | リハビリテーションと透析のみ。石鎚会系。 |
| 田辺病院         | 精神科・内科（医療療養）のみ。芳松会系。 |

#### 郵便局
主な郵便局
- 山城田辺郵便局（44184）（610-0399）（隣接する綴喜郡井手町も配達区域に含まれる）
- 草内郵便局（44149）
- 田辺三山木郵便局（44207）
- 大住郵便局（44284）
- 京都田辺大住ケ丘郵便局（44438）
- 京田辺松井山手郵便局（44459）
- 京都田辺河原郵便局（44464）

#### 図書館
| 施設名                       | 備考                   |
| ---------------------------- | ---------------------- |
| 京田辺市立中央図書館         | 旧・田辺町立中央図書館 |
| 京田辺市立中央図書館北部分室 |                        |
| 京田辺市立中央図書館中部分室 |                        |

#### 公園
主な公園
| 施設名             | 備考 |
| ------------------ | ---- |
| 田辺公園           |      |
| 田辺木津川運動公園 |      |
| 草内木津川運動公園 |      |

#### 文化施設
- 京田辺市社会福祉協議会[21]
- 社団法人京田辺市シルバー人材センター[21]
- NPO法人京田辺市社会体育協会[21]
- 京田辺市立田辺中央体育館[19]

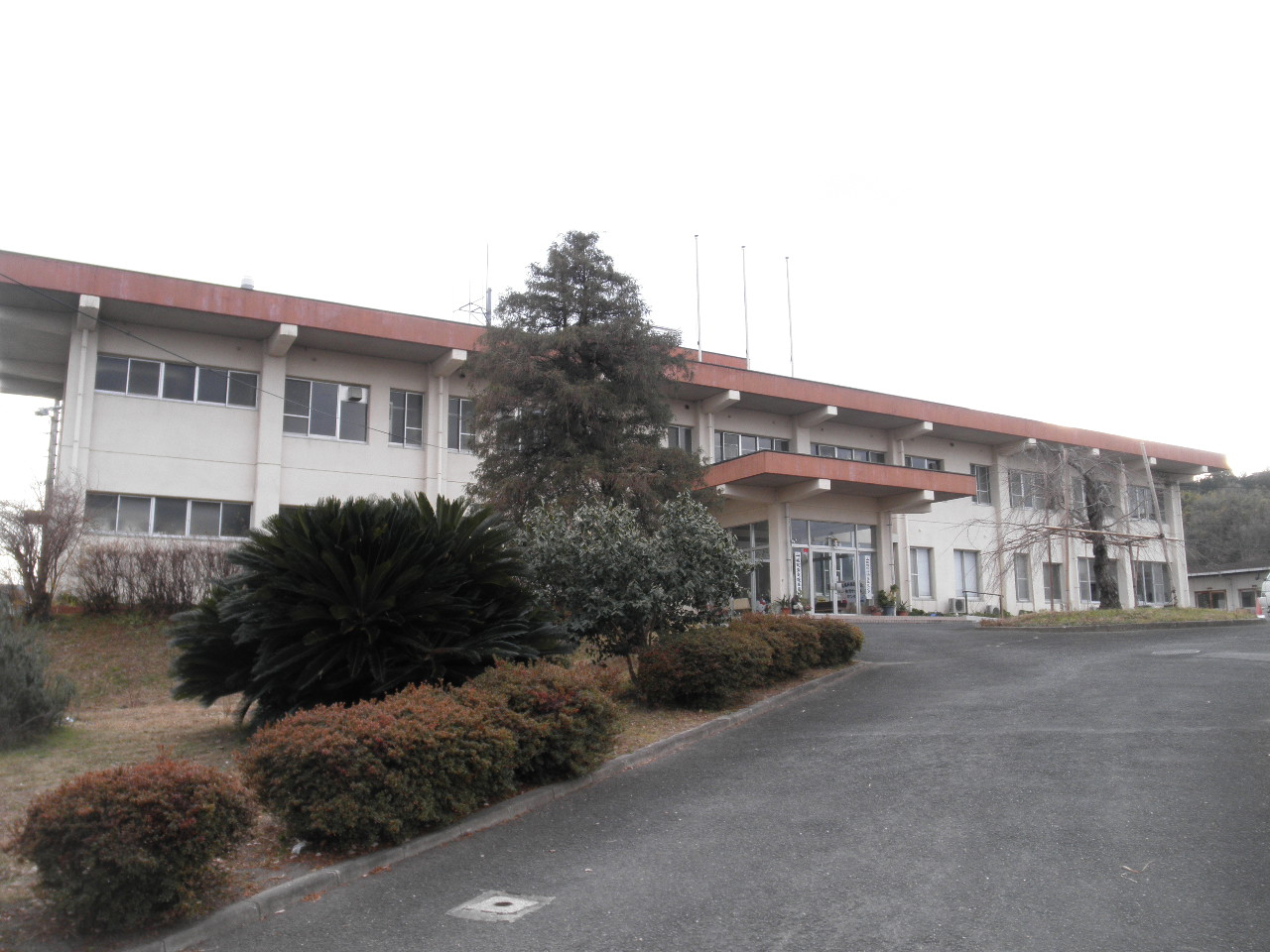
京田辺市野外活動センター
- 山城地域活動支援センター

- 山城地域活動支援センター

## 対外関係

### 姉妹都市・提携都市

#### 国内
- 千葉県習志野市　- 2013年に災害時相互協定を締結

## 経済

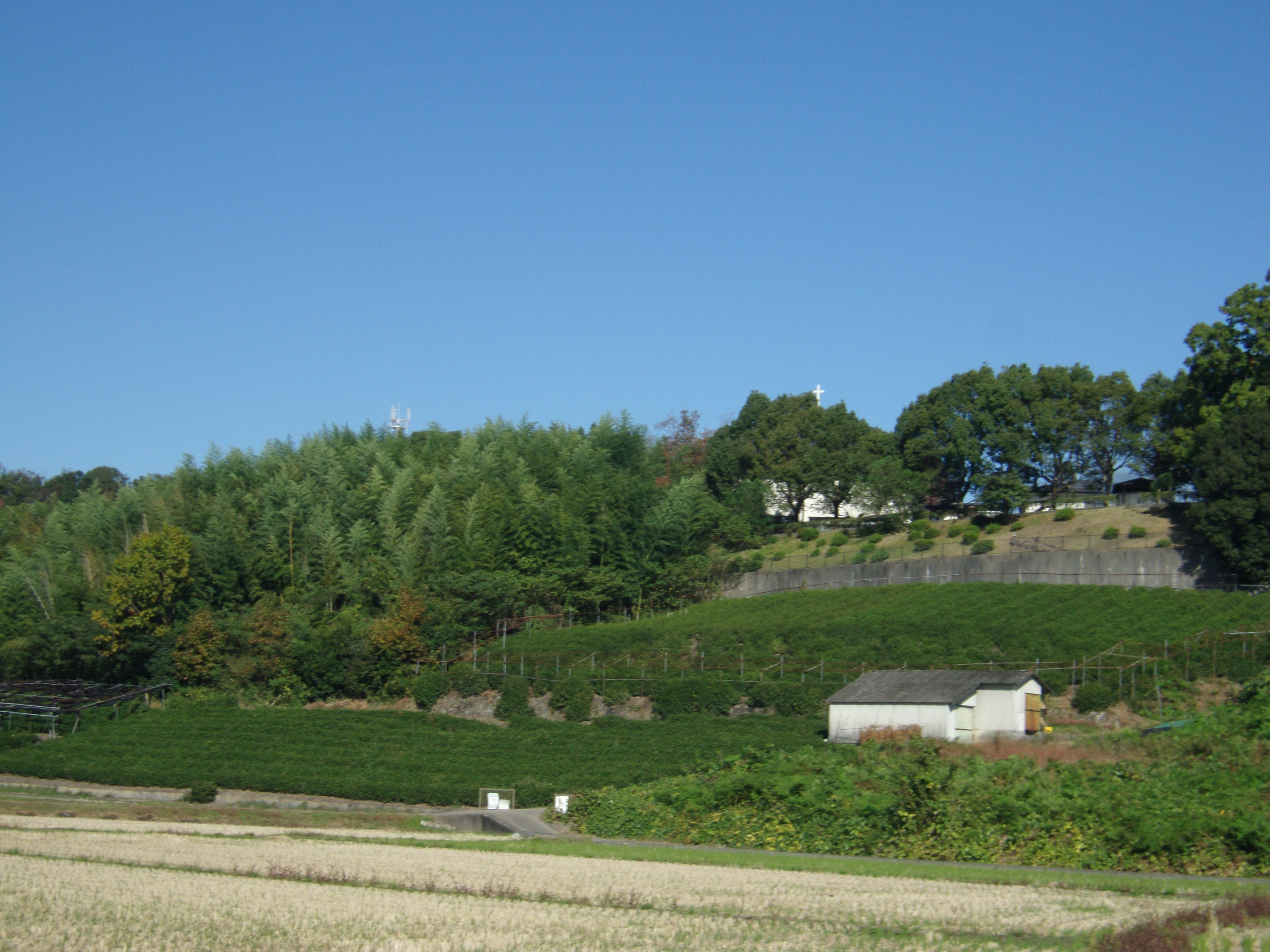
飯岡の茶畑

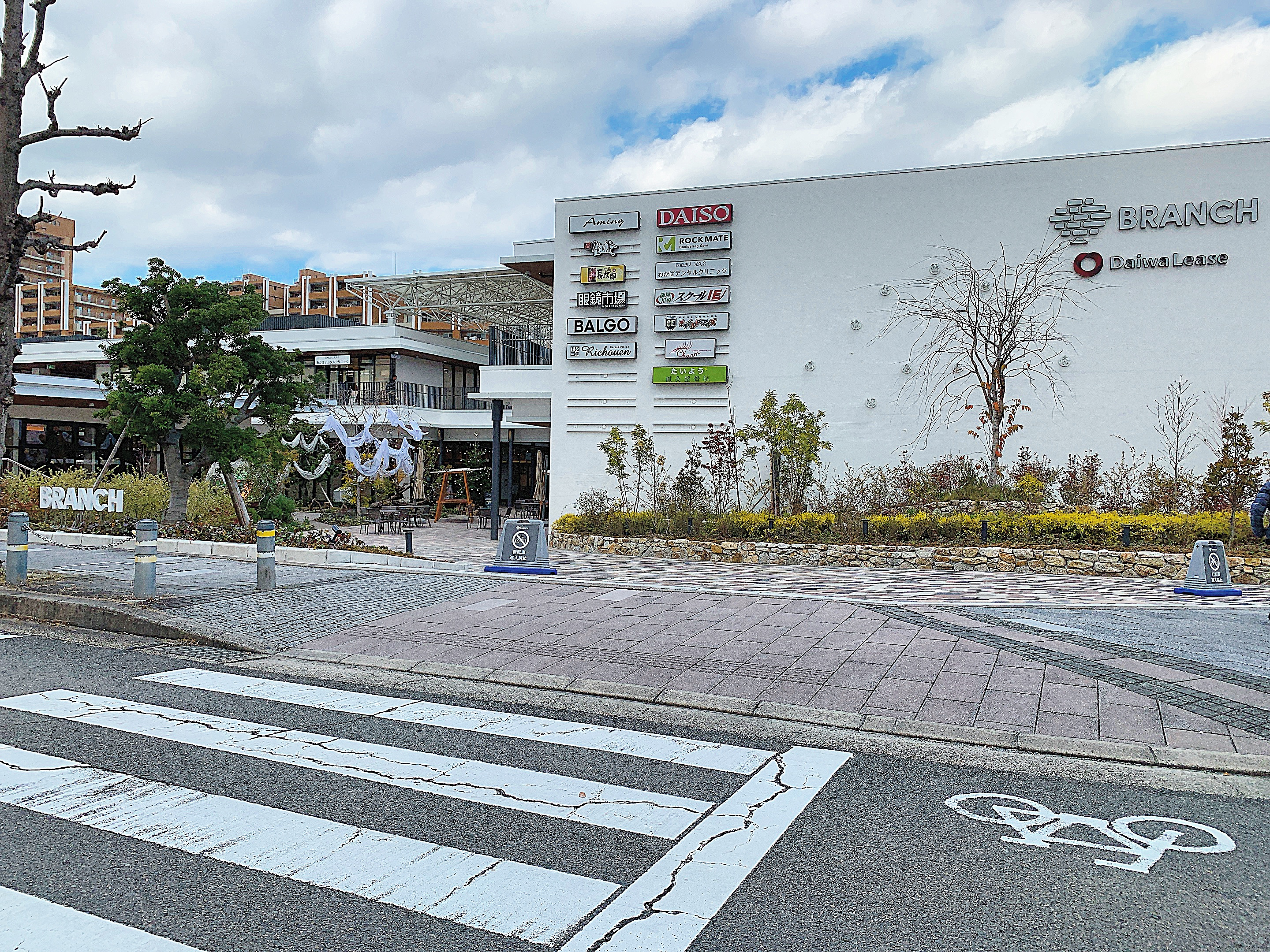
ブランチ松井山手

### 第一次産業

#### 農業
- 茶（宇治茶など）

### 第二次産業

#### 工業
主な工場
- 椿本チエイン - 京田辺工場
- 大日本印刷 - 京都工場
- 明治 - 京都工場
- リンガーハット - 京都工場
- BYDジャパン（比亜迪汽車日本法人） - 京都事業所
- コミタクモビリティサービス - 京田辺営業所（貸切バス事業者）

### 第三次産業

#### 商業
主な商業施設
- アル・プラザ京田辺（平和堂）
- フォレストモール京田辺
- ブランチ松井山手
- フレスト松井山手店

### 本社を置く企業
- テラスペース（人工衛星製造）
- ニチダイ（JASDAQ上場企業）
- 住江工業（陸運/海運用車両座席メーカー）
- 中山技術研究所（食品用香料メーカー）
- 舞妓の茶本舗（地元緑茶販売）
- 大阪サイレン製作所（電子サイレン装置メーカー）
- ウイング（貸切バス事業者）
- 東洋電子工業（気象関連通信機器）

不定期ではあるが、ワンコインバルと呼ばれる、500円や1000円で市内の個人商店や鍼灸整骨院等で廉価に購買やサービスを受ける事が出来る催しが行われる。

## 情報・生活

### ライフライン

#### 電力
- 関西電力

#### ガス
- 大阪ガス

#### 上下水道
- 京都府営水道
- 京田辺市上下水道部

#### 電信
- NTT西日本

## 教育・研究機関

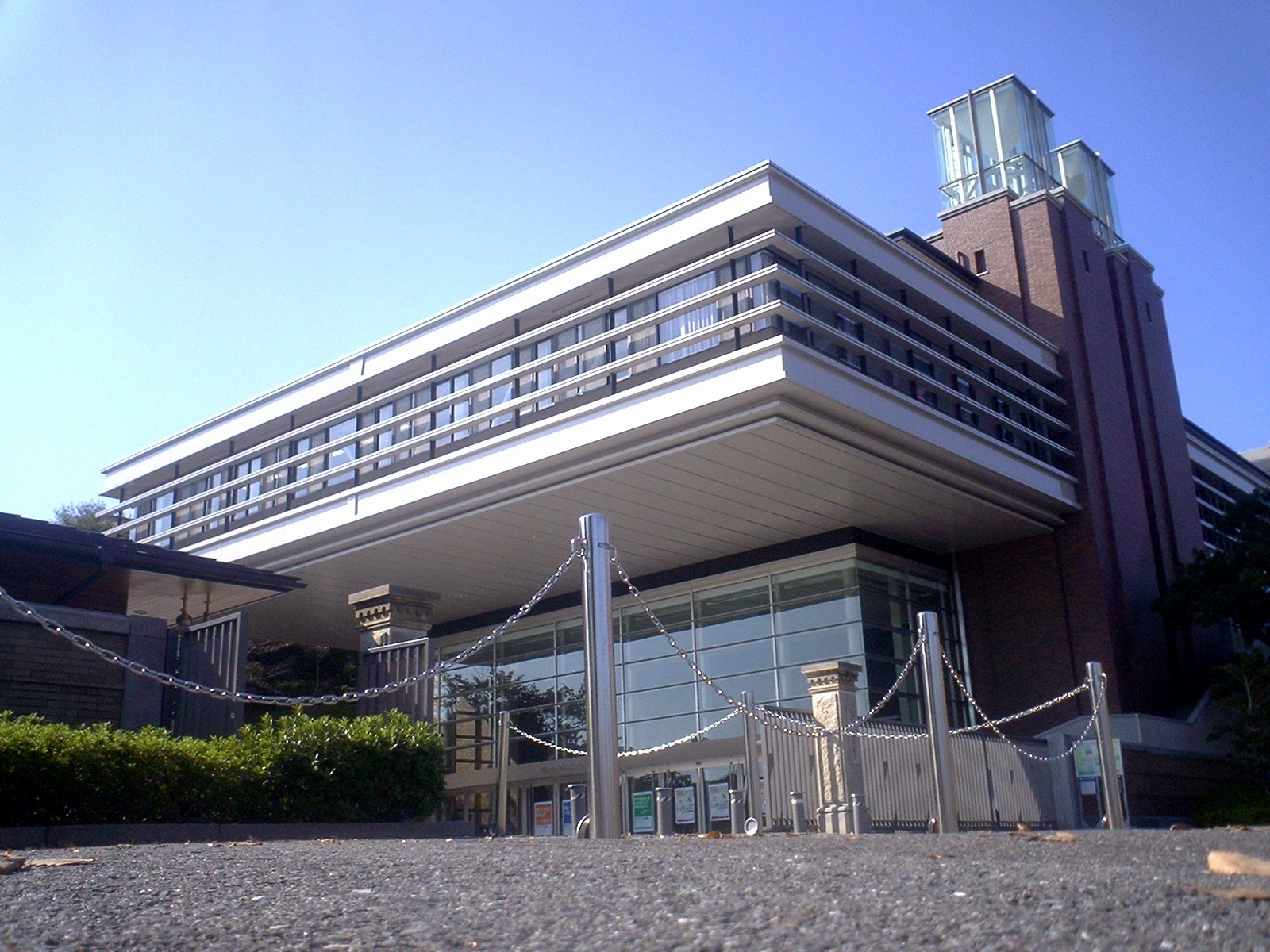
同志社ローム館

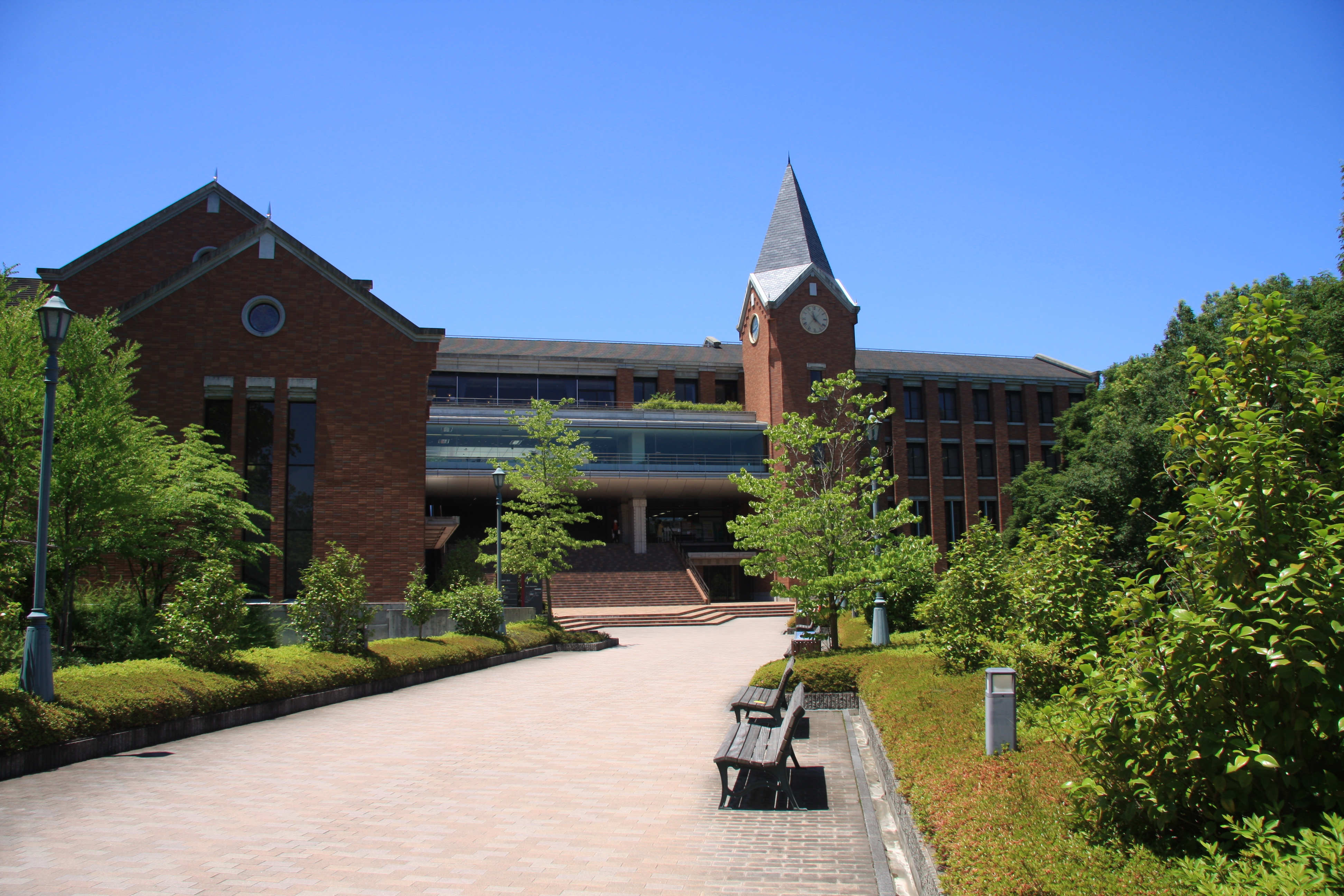
同志社女子大学 友和館

### 大学
私立
- 同志社大学京田辺キャンパス
- 同志社女子大学京田辺キャンパス

### 高等学校
府立
- 京都府立田辺高等学校

私立
- 同志社国際高等学校

### 中学校
市立
- 京田辺市立田辺中学校
- 京田辺市立大住中学校
- 京田辺市立培良中学校

私立
- 同志社国際中学校

### 小学校
市立
- 京田辺市立大住小学校
- 京田辺市立田辺小学校
- 京田辺市立草内小学校
- 京田辺市立三山木小学校
- 京田辺市立普賢寺小学校
- 京田辺市立田辺東小学校
- 京田辺市立松井ヶ丘小学校
- 京田辺市立薪小学校
- 京田辺市立桃園小学校

### 幼児教育

#### 幼稚園
市立
- 京田辺市立田辺幼稚園
- 京田辺市立田辺東幼稚園
- 京田辺市立草内幼稚園
- 京田辺市立大住幼稚園
- 京田辺市立三山木幼稚園
- 京田辺市立松井ケ丘幼稚園
- 京田辺市立薪幼稚園
- 京田辺市立普賢寺幼稚園

私立
- 学校法人 京都南カトリック学園 聖愛幼稚園
- 学校法人 雑創の森学園 そよかぜ幼稚園

### その他の学校
- NPO法人京田辺シュタイナー学校
- 京都インターナショナルユニバーシティー

## 交通

### 鉄道
近鉄新田辺駅とJR京田辺駅は京田辺市街の中心、松井山手駅は市西部に位置する京阪東ローズタウンの中心駅として機能する。学研都市線の快速電車は市内の全駅に停車する。また、近鉄新田辺駅には京都市営地下鉄烏丸線の普通電車が同駅まで乗り入れる。なお、朝に運行する京都発近鉄宮津駅行き急行は興戸駅、三山木駅、近鉄宮津駅も停車する。

#### 新幹線
松井山手駅は、北陸新幹線の京都駅と新大阪駅を結ぶルートでは「南回り」が有力になっており、京都府で2番目の新幹線駅設置を検討している。なお完成すれば、近畿地方では西明石駅に次いで2例目の「乗換路線が在来線1路線のみ」の新幹線駅になる見込みである。

#### 鉄道路線
西日本旅客鉄道（JR西日本）
- 片町線（学研都市線）：- 松井山手駅 - 大住駅 - 京田辺駅 - 同志社前駅 - JR三山木駅 -

近畿日本鉄道（近鉄）
- 京都線：- 新田辺駅 - 興戸駅 - 三山木駅 - 近鉄宮津駅 -

### バス

#### 路線バス
- 京阪バス（京阪グループ、京阪バス京田辺営業所が市内にある）
- 京都京阪バス（京阪グループ。旧京阪宇治バスで、2014年3月の社名変更までは本社と京田辺営業所が市内にあった）
- 奈良交通（近鉄グループ）

#### 高速バス
JR松井山手駅西側の京田辺PA内にある高速京田辺バスストップより、関西国際空港、東京、成田国際空港・銚子、長野、静岡、名古屋などへの関西空港交通、西日本ジェイアールバス、ジェイアール東海バス、南海バス、千葉交通、長電バス、大阪バスなどが運行されている。

### 道路

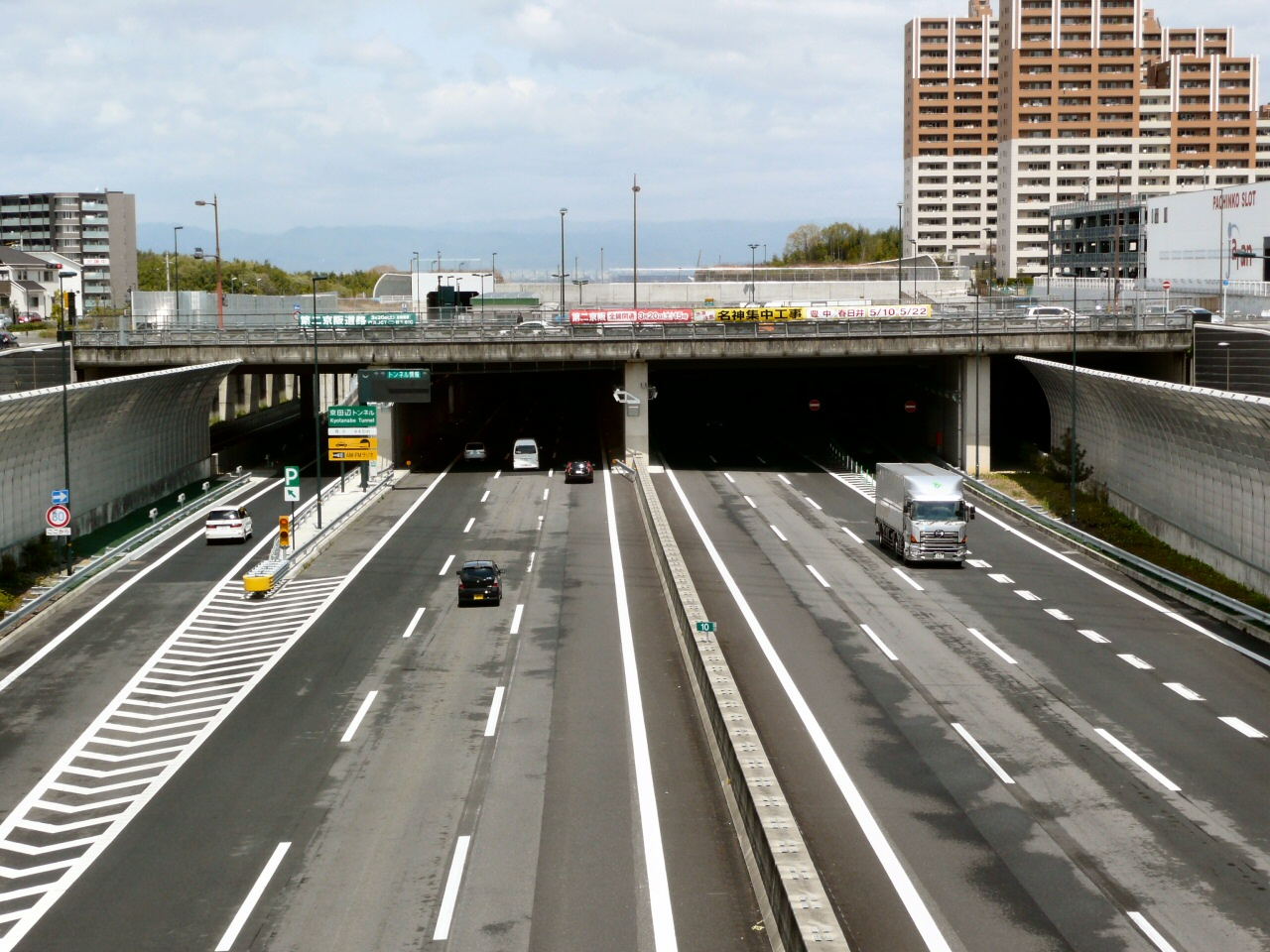
第二京阪道路（京田辺トンネル）

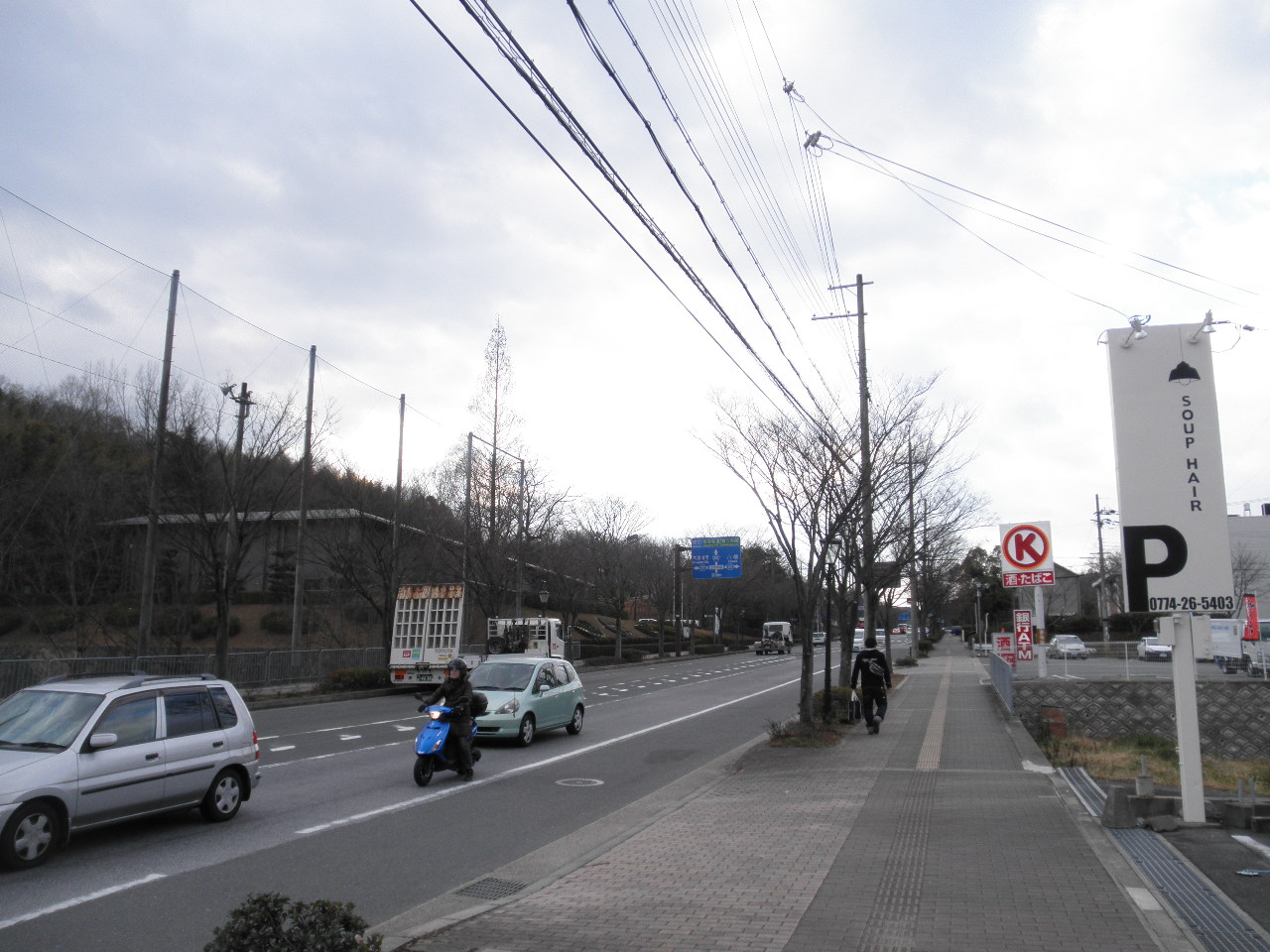
京田辺市役所前を通過する国道307号
田辺字丸山で撮影

#### 高速道路
市内にインターチェンジ等は設置されていないが、事業中の区間がある。
西日本高速道路（NEXCO西日本）
- E1A新名神高速道路：- 城陽JCT/IC - 八幡京田辺JCT/IC間が2017年4月30日に開通したが、ICは設置されてない[24]
- E89第二京阪道路（国道1号：一般有料道路）：- 京田辺TB - 京田辺松井IC - 京田辺PA -
- E24京奈和自動車道（国道24号：一般有料道路）：- 田辺北IC - 田辺西IC -

#### 国道
- 国道1号バイパス（第二京阪側道）
- 国道24号
- 国道307号

#### 府道
主要地方道
- 京都府道22号八幡木津線
  - 山手幹線
- 奈良県道・京都府道65号生駒井手線
- 大阪府道・京都府道71号枚方山城線

一般府道
- 京都府道251号富野荘八幡線
- 大阪府道・京都府道736号交野久御山線
- 京都府道801号京都八幡木津自転車道線

## 観光

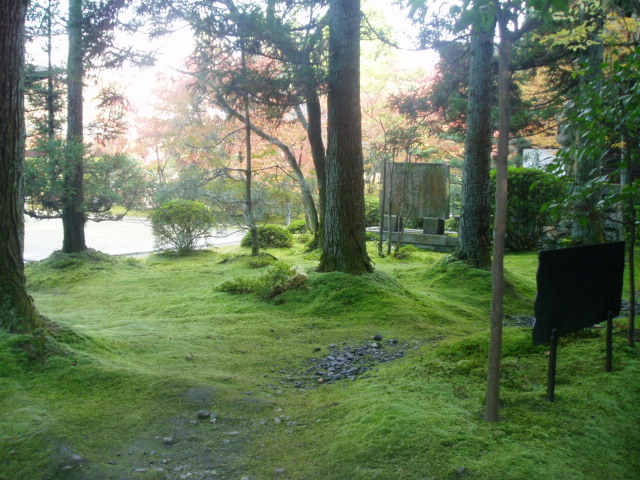
酬恩庵一休寺庭園

### 名所・旧跡
主な寺院
- 酬恩庵（一休寺） - 室町時代の禅僧一休宗純ゆかりの寺。重要文化財の一休禅師坐像を安置。庭園は国の名勝に指定。
- 観音寺 - 国宝の十一面観音立像を安置する。
- 法華寺
- 法泉寺

主な神社
- 棚倉孫神社 - 現在の本殿は桃山時代作。京都府登録有形文化財。
- 月読神社 - 式内大社。隼人舞の発祥地とされる。
- 朱智神社 - 京都八坂神社の元とされる。本殿は桃山風極彩色で京都府指定文化財。
- 佐牙神社 - 酒水の守護神。本殿は国重要文化財。
- 酒屋神社 - 本殿は明治九年再建の一間社流造り。

主な史跡
- 大住車塚古墳 別名チコンジ山と呼ばれる前方後方墳。
- 甘南備山

## 文化・名物

### 祭事・催事
主な催事
- 全国小学生ハンドボール大会

### 名産・特産
- 茶（宇治茶）の栽培が盛んで、玉露を特産品とする。飯岡集落は日本遺産「日本茶800年の歴史散歩」に認定。

### スポーツ

#### サッカー
- 京都サンガF.C.

#### フットサル
- 同志社大学フットサルクラブTREBOL

#### 野球
- ニチダイ硬式野球部 - ニチダイが保有する社会人野球の企業チーム。都市対抗野球大会に2回、社会人野球日本選手権大会に4回出場。

## 出身関連著名人

### 出身著名人
- 喜多川孝経（実業家・政治家）
- 藤林普山（蘭学者）
- 村田良平（元駐米大使、元外務事務次官）
- 西阪慶眞（いけばな作家）
- ロクニシコージ（漫画家）
- 橋本健太郎（元プロ野球選手）
- 六車拓也（元サッカー選手）
- 松岡佑起（陸上競技選手）
- 高尾憲司（陸上競技元選手）
- ヘンプヒル恵（陸上競技選手）
- 河添香織（陸上競技選手　2020年東京オリンピック競歩日本代表）
- 新タ悦男（TBSテレビアナウンサー）
- 田辺青蛙（小説家）
- 江尻立真（漫画家）
- 川合達彦（元中央競馬騎手、現調教助手。騎手時代末期に大学入学資格検定に合格し立命館大学を卒業した珍しい経歴を持っている）
- 戸根千明（プロ野球選手）
- 植木一智（元プロ野球選手）
- 大塚靖治（サッカー選手）
- 新菜かほ（元宝塚歌劇団・花組の娘役）
- 天舞音さら（元宝塚歌劇団・雪組の娘役）
- モモ (歌手)（TWICE）
- 大倉士門（モデル・俳優・タレント）
- 山田晏子（声楽家)
- 小合麻由佳（アイドル・NiziU）
- YUKINO（アイドル・PRIKIL）

### 関連著名人
- 一休宗純（室町時代の僧）
- 鈴木智博（社会起業家）
- 袋中（江戸時代前期の学僧） - 飯岡の西方寺を建立し、当寺において入寂。

### マスコット
- キララちゃん (ゆるキャラ)
- 一休さん（ゆるキャラ）